# 廓爾喀 (甘達基省)

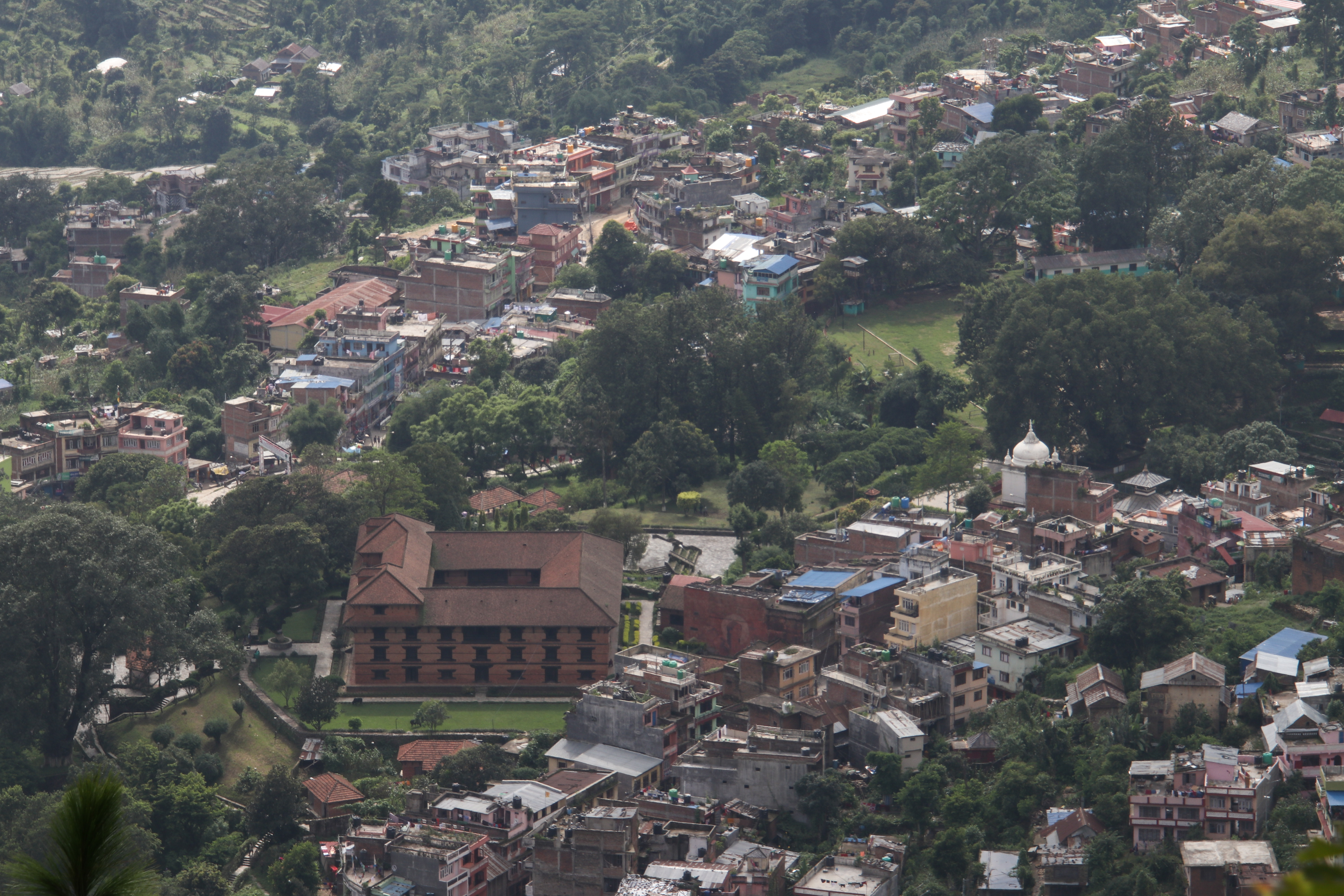
廓爾喀

廓爾喀是尼泊爾的城鎮，位於該國中部，由甘達基省負責管轄，面積60.3平方公里，海拔高度1,070米，2011年人口32,473。